# Oksotremorin
Oksotremorin je holinomimetik koji deluje kao neselektivni agonist muskarinskog acetilholinskog receptora.
Oksotremorin proizvodi ataksiju, tremor i spasticitet, slično simptomima Parkinsonove bolesti, te se stoga koristi kao oruđe u istraživanjima čiji je cilj nalaženje efektivnijih antiparkinsonskih lekova.